# Hemisaga irregularis
Hemisaga irregularis är en insektsart som först beskrevs av Ludwig Redtenbacher 1891.  Hemisaga irregularis ingår i släktet Hemisaga och familjen vårtbitare. Inga underarter finns listade i Catalogue of Life.